# Német labdarúgó-ligakupa
A Premiere Ligapokal (korábban DFB-Ligapokal) vagy Német Liga-kupa egy német labdarúgó rendezvény volt, melyet a Bundesliga szezon előtt rendezték meg a Bundesliga legjobb csapataival és a Német Kupa győztesének a részvételével. A kupának 2005-ben megváltozott a neve, amióta a szponzora a Premiere (egy német fizetős televíziós hálózat).

## Lebonyolítása
A Ligapokalt hat csapat részvételével játsszák, a Bundesliga négy legjobb csapatával, a Német Kupa győztesével és a Bundesliga 2 bajnokával. Ha egy csapat duplán kvalifikálja magát a Német Kupa megnyerésével, akkor a Bundesliga ötödik helyezettje foglalja el a fennmaradó helyet.
A torna egy egyenes kiesési rendszerű verseny, amit három forduló alatt rendeznek meg, két mérkőzést játszanak az első két forduló során, és egy mérkőzésen dől el a döntő az utolsó fordulóban. A jelenlegi Bundesliga bajnok és Német Kupa győztes a második fordulóban kapcsolódik be a tornába. Ha a Bundesliga bajnoka a kupagyőztes is, akkor a Bundesliga második helyezettje kihagyja az első fordulót. A  négy megmaradó csapat egy mérkőzést játszik, hogy eldöntsék, ki kvalifikálja magát a következő körbe. A négy csapat a második fordulóban ezután egy mérkőzést játszik, hogy eldöntsék, melyik csapatok jutnak be a döntőbe. Minden mérkőzést semleges helyszínen rendeznek meg és 90 percig tart, amit azonnali büntetőpárbaj követ, ha a mérkőzés döntetlennel végződik.

## Története
A Ligapokalt 1972-ben a Müncheni Olimpia miatt elhalasztották a megszokott szezonkezdet előtt. 1996-ig egymérkőzéses rendszerben rendezték meg a német bajnok (Deutscher Meister) és a Német Kupa győztese (Pokalsieger) között, melyet Német Szuperkupának hívtak, ami hasonló az angol FA Community Shieldhez. 1997-ben kiterjesztették a résztvevők számát 6 csapatra, a legjobb öt helyezett csapatra a Bundesligából és a Német Kupa győztesére, ahol a kupagyőztes és a bajnok az elődöntőben lép be a küzdelmekbe. Ha a kupagyőztes a bajnokság legjobb öt csapatának egyike, akkor a 6. helyezett csapat a résztvevő. A 2007-es kupán részt vevő csapatok a Bundesliga négy legjobb együttese volt, a Német Kupa győztese, valamint a Bundesliga 2 győztese.

## A legutóbbi Ligapokal eredményei
A jelenlegi Premiere Ligapokal bajnok az FC Bayern München.